# ロジャー・フィッシャー
ロジャー・フィッシャー (Roger Fisher, 1922年5月28日 - 2012年8月25日)は、ハーバード・ロー・スクールの教授。
ハーバード・ネゴシエーション・プロジェクトのディレクター。
ウィリアム・ユーリーとの共著、ハーバード流交渉術(Getting to Yes)などで知られる。